# Netřeb (hrad)
Netřeb (též Netřeby) je zřícenina hradu asi 1,5 kilometru jižně od obce Kanice v okrese Domažlice na zalesněném hřebeni Úhlíkovském výběžku. Zřícenina se nachází v nadmořské výšce 590 metrů na území stejnojmenné přírodní rezervace zřízené pro ochranu porostu tisů starých 600–800 let. Od roku 1964 je hrad chráněn jako kulturní památka.
Hrad založil okolo roku 1325 Děpolt z Rýzmberka. Mezi dalšími majiteli se vystřídali Švamberkové, páni z Pnětluk a především různí členové rodu Kanických z Čachrova. Ti v průběhu patnáctého století přesídlili na kanickou tvrz, a nepotřebný Netřeb se proměnil ve zříceninu. Její dominantou je částečně dochovaná obytná věž.

## Historie
Pravděpodobným zakladatelem hradu byl v době okolo roku 1325 Děpolt z Rýzmberka. Roku 1379 byl pánem hradu Racek (Ratmír) ze Švamberka, kterému patřil i hrad Osvračín. Ten však v roce 1382 oba hrady i s Kanicemi vyměnil s Ješkem z Pnětluk za třebelské panství. Po Ješkovi získali hrad okolo roku 1395 vladykové Kaničtí z Čachrova. Prvním z nich byl Vilém z Čachrova, který se po Novém Rýzmberku psal poprvé roku 1391. Po jeho smrti zdědil kanické panství s hradem Netřeb jeden z jeho čtyř synů Jenec z Nového Rýzmberka. Po něm se držitelem hradu stal nejspíše Jencův synovec Vilém starší z Čachrova na Kanicích. Následoval snad Vilém mladší z Čachrova a ve stejné době žili také Jan Kanický († 1495) a jeho synové Jan a Václav.
V průběhu patnáctého století byl hrad opouštěn, a vladykové přesídlili na pohodlnější tvrz v Kanicích. V zápisu v zemských deskách z roku 1528 se uvádí hrad Netřeb jako pustý.

## Stavební podoba

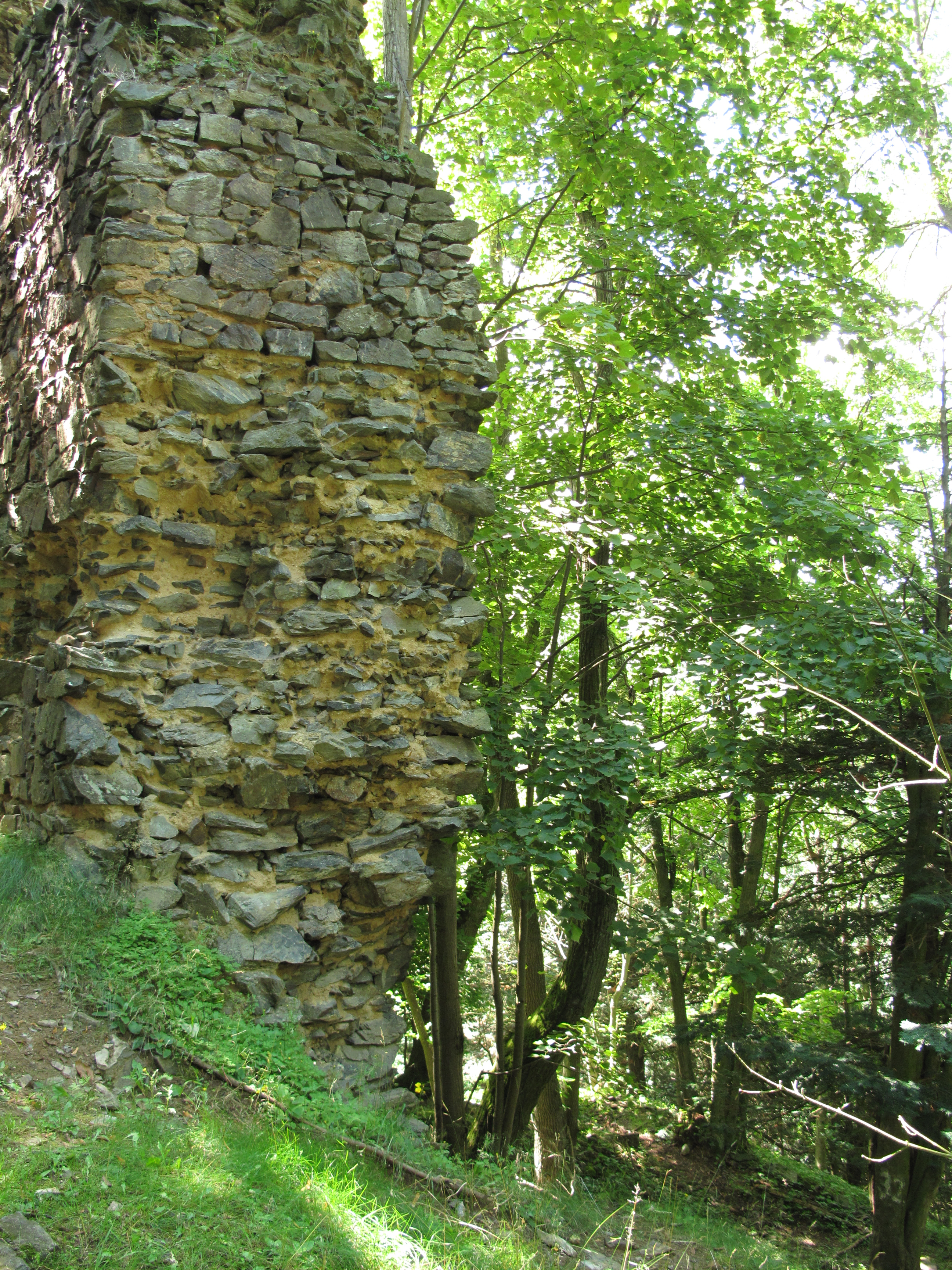
Špaleta (v horní části zdiva) okna bližšího k jihozápadnímu rohu ve druhém podlaží

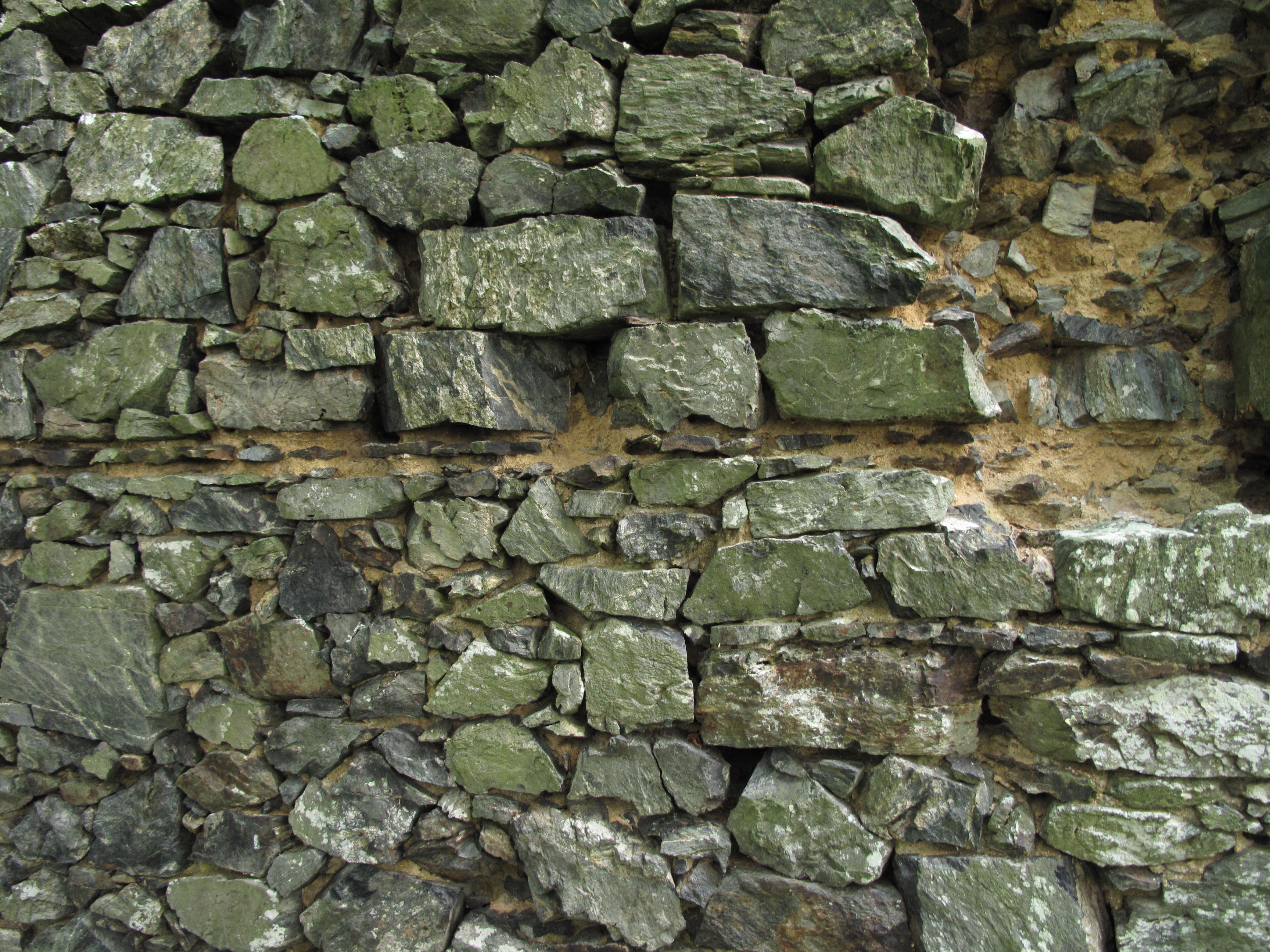
Detail zdiva spojovaného vápennou maltou

Netřeb je typickým hradem donjonového typu. Jeho staveništěm se stal úzký skalnatý ostroh. Čtverhranné hradní jádro chránil na jižní straně šíjový příkop. Z opevnění se dochovalo torzo západní hradby. Dominantou hradu byla plochostropá věž v jihovýchodním nároží jádra.
Donjon měl půdorys s rozměry přibližně 13 × 11 metrů, a patřil tak k menším zástupcům staveb svého druhu. Nad povrchem země se z něj dochovala jen jižní a část západní obvodové zdi. Její tloušťka v přízemí dosahuje 2,1 metru a v každém vyšším patře se zužuje odsazením, které bylo využito ke konstrukci podlahy. První podlaží osvětlovala dvě střílnovitá okénka v západní zdi. Šířka okna na vnitřní straně byla 1,7 metru. Okenní špalety se směrem ven zužovaly na šířku otvoru asi 40 centimetrů. Podobná okénka se částečně dochovala i ve zdivu druhého podlaží. Ve třetím podlaží je obvodová zeď silná 1,5 metru. Dochovaný fragment okna dokládá, že podlaží sloužilo, na rozdíl od nižších úrovní, k obývání. V úrovni čtvrtého podlaží se dochoval pouze malý fragment zdiva v nároží do výšky asi 1,2 metru nad úroveň posledního ústupku síly obvodové zdi.

## Přístup
Ke zřícenině hradu vede žlutě značená turistická trasa z Kanic do Úlíkova, zeleně značená trasa z Úboče a modře značená trasa ze Všepadel do Hradiště.